# Skalsko (přírodní památka)
Skalsko je přírodní památka zřízená roku 2008 za účelem ochrany mokřadních společenstev s výskytem zvláště chráněných druhů rostlin a živočichů, které představují typický fragment krajiny Říčanské plošiny. Nachází se severozápadně od vesnice Skalsko v katastrálních územích Pohoří u Prahy a Kostelec u Křížků na rozhraní okresů Praha-západ a Praha-východ.
Cílem ochrany je zachování vlhkých luk s výskytem vzácného prstnatce májového (Dactylorhiza majalis), kosatce sibiřského (Iris sibirica) nebo ostřice Hartmanovy (Carex hartmanii) pomocí vhodných zásahů jako jsou kosení expanzivních travin, ke kterým patří např. rákos obecný (Phragmites australis), a vyřezávání náletových dřevin.

## Geologie, geomorfologie, půdy
Geologické podloží chráněného území tvoří předvariské intruzivní horniny Českého masivu. Horniny v okolní krajině vystupují na povrch v podobě roztroušených granodioritových balvanů, které jsou produktem mrazového zvětrávání.
Přírodní památka leží v geomorfologickém celku Benešovská pahorkatina, podcelku Dobříšská pahorkatina a okrsku Jílovská vrchovina, která je charakteristická erozně denudačním povrchem rozčleněným hlubokými údolími přítoků Sázavy.
Z půdních typů se zde vyskytuje pouze kambizem modální.

## Flóra a fauna
Kromě uvedených druhů na lokalitě roste ze zvláště chráněných druhů rostlin upolín nejvyšší ((Trollius altissimus) a další vzácné rostliny, ke kterým patří žluťucha lesklá (Thalictrum lucidum), ostřice rusá (Carex flava), kozlík dvoudomý (Valeriana dioica), hadí mord nízký (Scorzonera humilis) nebo druhy cévnatých rostlin s ohrožením, zimolez kozí list (Lonicera caprifolium) a další. Zvláště chráněné nebo vzácné druhy živočichů, u kterých byl výskyt prokázán výskyt např. silně ohrožené rosničky zelené (Hyla arborea), modráska bahenního (Phengaris nausithous), modráska očkovaného (Phengaris teleius) a dalších ohrožených a chráněných druhů obratlovců i bezobratlých.[zdroj?]

## Přístup
Podél severní hranice území vede modře značená turistická trasa z Těptína do Jílového.